# Лео Биргер
Лео Биргер (Беч, 13. септембар 1879 — Њујорк, 6. октобар 1943), је био аустријско-амерички патолог, хирург и уролог. који се бавио истраживањем у области бактериологије, патологије васкуларних болести, опште хирургије и урологије.
Лео Биргер је био страствени љубитељ музике и музицирања, а његова прва супруга била је концертна пијанисткиња.

## Биографија
Лео Биргер је рођен у Бечу, али након годину дана, 1880. његова породица се преселила у САД. Школовање је започео у Њујорку а затим наставио у Чикагу и Филаделфији. Године 1897, уписао је колеџ у Њујорку, а затим и студије медицине. Биргер 1901. завршава студије медицине на Универзитету Колумбија у Њујорку.
Свој радни век као лекар започео је у болници Ленокс Хил (1901—1904) а затим на хируршко-патолошком одељењу болнице Монт Синаи (1904—1905).
Биргер затим као волонтер одлази на рад у хируршку клинику у Вроцлаву и студијске посете клиникама у Бечу и Паризу.
Од 1907. до 1920. ради као патолог и хирург у болници Монт Синаи у Њујорку, а нешто касније ради и у још неколико других болнице у граду (болници Давид Бет, болници у Бронксу, Болници у Бруклину, итд.).
Биргер 1917. добија место професора урологије у Њујорку у Њујоршкој медицинској поликлиници, и на тој дужности остаје до 1930. Онда преузима катедру на Медицинском Еванђелистичком колеџу у Лос Анђелесу где се задржава јако кратко. Поново се враћа у Њујорк и свој рад наставља у приватној пракси.

## Дело
Биргеров научни рад је врло разноврстан и углавном је из области Б актериологије, васкуларне патологије, опште хирургије и урологије.
Он 1905, развија методу за фиксирање пнеумокока и испитује начин преноса тих бактерија између људи и извора заразе. У 1908. даје опис цистоскопа, који након 35 година постаје стандардни инструмент Америчких уролога. Биргер развија и усавршава и уретероскопију. Ова техничка помагала омогућавала су уклањање камена из мокраћних путева и мокраћне бешике, тумора бешике и постављање дијагнозе болести мокраћних путева. Захваљујући његовој методи, дијагнозе су се могле поставити раније, па се и правовременије приступало оперативним захватима. Осим тога, он развија и успешну методу артериовенозних (графт) шантова.
Као патолога, Биргера посебно интересују тумори као што су саркоми, папиломи и карциноми.
Има велику заслугу у изучавању периферне оклузивне болести и за време његовог рада у болници Монт Синаи, Лео Биргер је од 1906. до 1908. стекао основна знања о модерним васкуларним болестима екстремитета.
Биргер 1908. представља главни резултат свога рада, истраживање из области болести крвних судова; "Тромбоангиитис облитеранс" на састанку Удружења америчких лекара у Вашингтону, у коме наводи да је тромбоангиитис облитеранс „спонтана пресенила гангрена." У овом раду, Биргер приказује патолошки налаз код 11 ампутираних удова, Јевреја, оболелих од ове болести. У његову част ова болест добија скраћени назив Морбус Биргер (Morbus Buerger).
Сам или у сарадњи са другим ауторима објавио је више од 160 чланака у разним научним часописима.